# خواهران و برادران
خواهران و برادران (ایتالیایی: Fratelli e sorelle) یک فیلم در ژانر درام به کارگردانی پوپی آواتی است که در سال ۱۹۹۲ منتشر شد. پائولو کواترینی برای ایفای نقش در این فیلم برندهٔ روبان نقره‌ای بهترین بازیگر نقش مکمل زن شد.

## بازیگران
- استفانو آکورسی
- آنا بونایووتو
- پائولو کواترینی
- لینو کاپولیکیو
- لوچانو فدریکو
- فرانکو نرو
- لیدیا برکولینو